# Elizabeth Lake (Mount Assiniboine Provincial Park)
Der Elizabeth Lake liegt im Mount Assiniboine Provincial Park in der kanadischen Provinz British Columbia.

## Lage
Der See liegt auf einer Höhe von rund 2255 m, in der Southern Continental Ranges, einer Teilkette der Kanadischen Rocky Mountains. Er liegt westlich der kontinentalen Wasserscheide. Der kleine Gebirgssee liegt westlich der Assiniboine Lodge und nördlich des Lake-Magog-Campingplatzes. Er ist ein beliebtes Ziel für Tagesausflüge von der Lodge oder vom Campingplatz aus. Der Aussichtsberg „The Nublet“ bietet eine Blick auf den See und das dahinter liegende Sunburst Valley.
Der See ist nach Elizabeth „Lizzie“ Rummel benannt, die von 1951 bis 1970 die Sunburst Cabin am Sunburst Lake als Gästehaus betrieb.